# Zakrzów (powiat włoszczowski)
Zakrzów – wieś w Polsce położona w województwie świętokrzyskim, w powiecie włoszczowskim, w gminie Secemin.
W latach 1975–1998 Zakrzów położony był w województwie częstochowskim.